# David Zalkaliani
David Zalkaliani, né le 27 février 1968 à Tbilissi), est un diplomate et homme politique géorgien. Il est ministre des Affaires étrangères de 2018 à 2022.